# Wolfswinkel (2023)

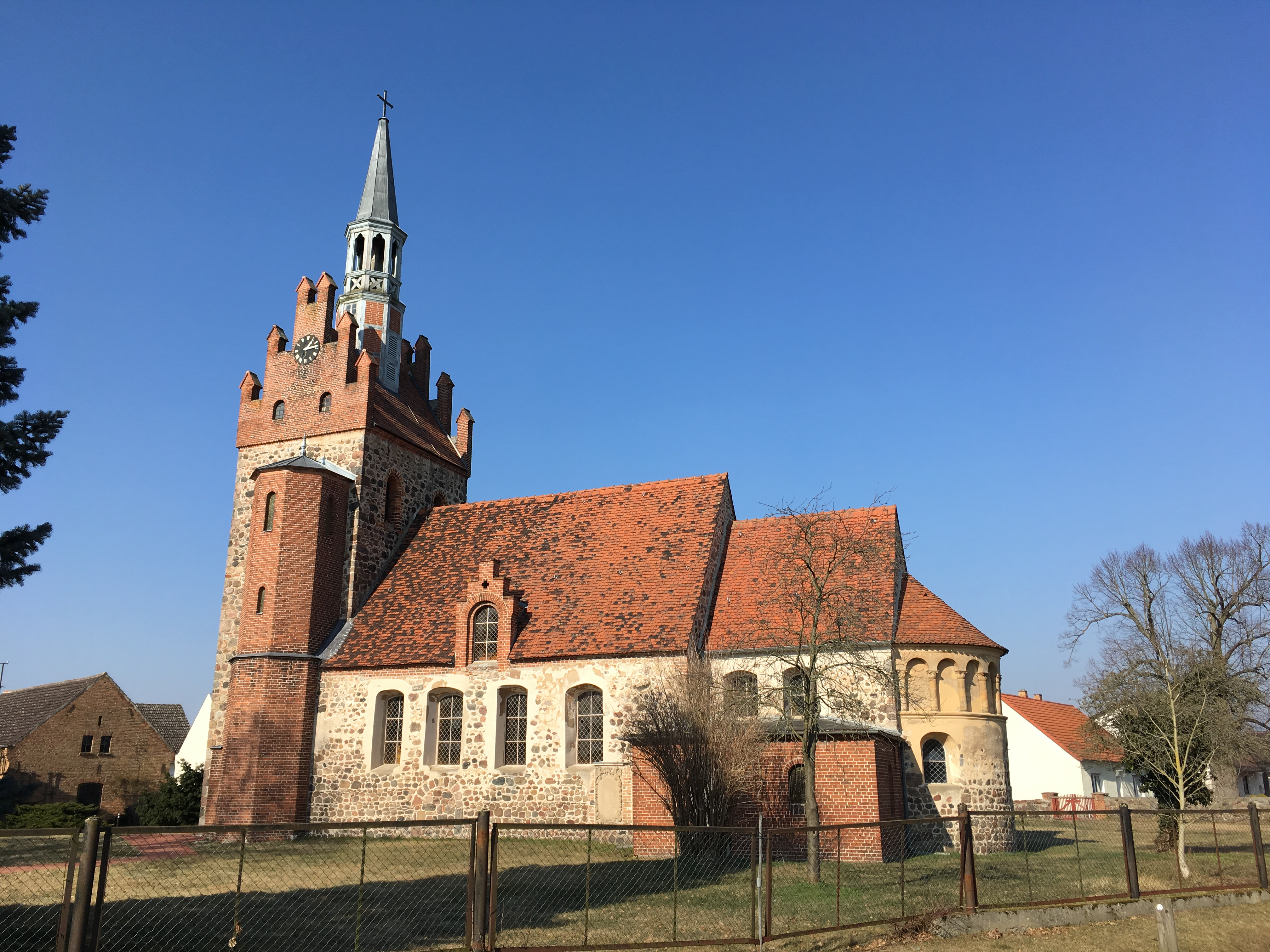
Der Film spielt im ländlichen Brandenburg (Drehort: Dorfkirche in Wittbrietzen)

Wolfswinkel ist ein deutscher Fernsehfilm von Ruth Olshan aus dem Jahr 2023, der am 29. März 2023 erstmals im Abendprogramm des Ersten ausgestrahlt wurde.

## Handlung
Melanie ist Polizistin und arbeitet in ihrer brandenburgischen Heimat, wo sie in der dörflichen Landschaft meist mit kleineren Delikten wie Fahrraddiebstahl oder illegal abgelegtem Müll am Badesee zu tun hat. Als eine gepflasterte Straße abgetragen wird, die Zwangsarbeiter einst errichtet haben, bricht dies die Idylle. Grundschullehrerin Anja macht sich dafür stark, dass hier ein Mahnmal errichtet wird. Als dann noch die einst gefragte Schauspielerin Lydia zurückkehrt, die sich jetzt als Influencerin für die Jugend und mit patriotischen Parolen („Holt euch eure Heimat zurück!“) für den Heimatstolz einsetzt, verhärten sich die Fronten in der Dorfgemeinschaft. Für Anja reite Lydia auf der braunen Welle. Melanie steht auf einmal zwischen ihren Jugendfreundinnen Anja und Lydia.
Melanie hat gerade andere Sorgen. Sie hat eine Affäre mit einem verheiraten Polen und muss feststellen, dass sie schwanger ist. Zunächst möchte sie das Kind nicht bekommen, wird sich aber später doch dafür entscheiden. Währenddessen häufen sich Provokationen in dem Dorf. Ein von Anja für die Zwangsarbeiter aufgestelltes Gedenkschild wird beschmiert; Lydia lässt einen Gedenkstein für gefallene deutsche Soldaten aufstellen. Diesen bemalt Anja mit ihrer Grundschulklasse später mit bunten Farben, es kommt zu einer handfesten Auseinandersetzung zwischen den Cliquen.
Als Anja Unterschriften gegen den Gedenkstein sammelt, wird sie eines Abends entführt und an einen Baum gebunden, wo sie erst am nächsten Morgen gefunden wird. Melanies männliche Kollegen wollen dem Vorfall zunächst nicht wirklich nachgehen und das Ganze lieber vertuschen. Melanie übernimmt Verantwortung, sie stellt Nachforschungen an und wird in Lydias Clique fündig; es kommt zu einem verbalen Schlagabtausch zwischen den früheren Freundinnen. Kurz nachdem der Täter verhaftet wird, drängt eine Mitläuferin Lydias mit ihrem Wagen Melanie auf ihrem Motorrad von der Straße ab.
Wenig später findet ein von Lydia organisiertes Heimatfest im Dorf statt. Doch nicht alle nehmen an dem Fest teil. Die schwangere Melanie geht gemeinsam mit Anja und der Dorfältesten zu dem Gedenkschild für die Zwangsarbeiter und legen einen Strauß Blumen nieder.

## Produktion
Der Film wurde vom 8. Juni bis 7. Juli 2022 in Wittbrietzen und Zülichendorf im Bundesland Brandenburg gedreht. Der Ort Wolfswinkel ist ein fiktiver Ort, der im Norden von Berlin liegt.
Hauptdarstellerin Annett Sawallisch hatte in Wolfswinkel ihrer erste Hauptrolle in einem Fernsehfilm. Sie trat zuvor hauptsächlich als Theaterschauspielerin in Erscheinung.

## Soundtrack
Für den Soundtrack wurden unter anderem folgende Songs verwendet:
- Jess Glynne (Hold my Hand)
- Scorpions (Wind of Change)
- Philip Bailey und Phil Collins (Easy Lover)

## Rezeption

### Kritiken
Das Lexikon des internationalen Films vergibt 3 von 5 Sternen. Die Redaktion kommt zu dem Schluss: „Der mit Leichtigkeit und Humor inszenierte Film beschreibt eine Entwicklung, wie sie für manche ländliche Region nicht untypisch ist. Das Drama präsentiert sich anschaulich und ohne falsche Beschwichtigung, wenn auch nicht sehr konfliktbereit.“
Thomas Gehringer gibt dem Film bei tittelbach.tv insgesamt 3,5 von 6 möglichen Sternen. Überzeugen würde vor allem Hauptdarstellerin Annett Sawallisch, die als Polizistin erst einmal ihre eigene Position finden müsse und dabei eine glaubwürdige Entwicklung durchlaufe. Für den Kritiker eine echte Entdeckung. Gehringer bemängelt allerdings, dass die anderen Hauptfiguren – die „gute“ Lehrerin und die „böse“ Influencerin – und die Jugendlichen im Dort zu klischeehaft geraten seien. Dies könne auch die gute und prominente Besetzung nicht ändern.
Oliver Armknecht vergibt für den Film in seiner Besprechung bei film-rezensionen.de insgesamt 6 von 10 Punkten. Der Film springe zwischen verschiedenen Genres hin und her, zunächst humoristisch, später dann doch deutlich ernster. Die Figurenzeichnung sei nicht unbedingt originell und nuancenreich, es würden verschiedene Stereotypen verwendet, Sympathien wären klar verteilt. Es bliebe letztlich unklar, warum so viele Leute der in die Heimat zurückgekehrten Lydia folgen. Hauptdarstellerin Annett Sawallisch sei sehenswert und der Film biete einige interessante Themen an. Insgesamt sei der Film jedoch zu zaghaft und mutlos, die Geschichte ende einfach irgendwie und lasse das Publikum hier ratlos zurück.

### Einschaltquoten
Die Erstausstrahlung des Films am 29. März 2023 wurde in Deutschland von 4,99 Millionen Zuschauern gesehen und erreichte so einen Marktanteil von 19,3 % für das Erste.